# أكيرورابتور
الأكيروراپتور (Acheroraptor) هو جنس منقرض من ديناصورات الدرومايوصوريات الثيروپودية معروف من تكوين هيل كريك في مونتانا بالولايات المتحدة. وهو يتضمن نوع واحد هو (Acheroraptor temertyorum) وهو واحد من أصغر نوعين معروفين جيولوجيًا من الدرومايوصوريات، الآخر هو داكوتاراپتور والذي تم اكتشافه أيضًا في هيل كريك.